# Moritz Wolff
Moritz Wolff, född 25 maj 1824 i Meseritz, Preussen, död 19 mars 1904 i Göteborg, var en svensk rabbin och orientalist.
Moritz Wolff var son till rabbinen Urich Leibusch (Lewin). Han studerade i Berlin och framför allt i Leipzig, där han under orientalisten Heinrich Leberecht Fleischer utbildades till en framstående kännare av arabiskan. Dessutom bedrev han filosofiska studier, särskilt rörande den judiska nyplatonismen. Wolff var rabbin i Kulm i Västpreussen 1849–1857 och 1857–1899 i Göteborg. han representerade ett friare och mera reformvänligt åskådningssätt inom judendomen, var i många avseenden liberal och gjorde sig mycket uppskattad för sin stora lärdom och sin nobla karaktär. Bland annat stod han Viktor Rydberg nära. Han deltog i redigeringen av de nya judiska bönböcker, som utgavs 1858–1867. Bland Wolffs skrifter märks El-Senusi's Begriffsentwickelung des muhamedanischen Glabuenbekenntnisses (1848), Die philonische Philosophie (1849, 2:a upplagan 1858) och Muhamedanische Eschatologie (1872), varjämte han utgav en tysk översättning av Moses ben Maimons etik (1863, ny reviderad upplaga 1903). På svenska publicerade han Philos etik i sina huvudpunkter frammstäld (1879) och Bidrag till filosofiens historia med särskilt hänseende till den judiska religionsfilosofin (1882).